# Турецко-чадские отношения
Турецко-чадские отношения — двусторонние дипломатические отношения между Турцией и Чадом.

## Исторические отношения
Турция признала независимость Чада в тот же день, когда он заполучил суверенитет — 11 августа 1960 года. 29 ноября 1969 года Совет министров Турции принял решение об установлении дипломатических отношений с Чадом. Об установлении дипломатических отношений между двумя странами было объявлено международной общественности 27 января 1970 года, когда одновременно в столицах двух стран были сделаны взаимные заявления для прессы.
Турция имела давние культурные, этнические и религиозные связи с Чадом, особенно с его северной частью. На протяжении 1980-х и 1990-х годов внешняя политика как Турции, так и Чада была прозападной, объединённой убеждением, что распространение коммунизма представляет угрозу для мира.
В течение 1980-х и 1990-х годов Турция и Чад имели ограниченные экономические связи, однако Турция помогла Чаду во время засухи в начале 1990-х годов, также предоставив сельскохозяйственные, медицинские и технические поставки.
Отношения были ограничены до начала 2010-х годов из-за отсутствия у Чада выхода к морю и ограниченного воздушного транспорта. 1 марта 2013 года открылось посольство Турции в Нджамене. Посольство Чада в Анкаре было открыто 10 декабря 2014 года. После этих событий произошло заметное улучшение двусторонних отношений.
Однако в 2020 году отношения между двумя странами испортились после того, как президент Чада Идрис Деби осудил роль Турции во второй гражданской войне в Ливии и отправил почти 2000 солдат для помощи Халифе Хафтару — врагу Турции в ливийском конфликте.

## Визиты
27—30 апреля 2000 года по приглашению президента Турции Сулеймана Демиреля, президент Чада Идрис Деби посетил Турцию с официальным визитом.
15—18 декабря 2014 года премьер-министр Чада Кальзеубе Пахими Деубе посетил Турцию с официальным визитом, были подписаны различные соглашения.
28 января 2015 года в Анкаре прошло первое заседание Совместной экономической комиссии Турции и Чада (JEC). По случаю Экономического и бизнес-форума «Турция-Африка», который проходил в Стамбуле в ноябре 2016 года, состоялась двусторонняя встреча между президентом Турции Реджепом Тайипом Эрдоганом и президентом Чада Идрисом Деби.
26 декабря 2017 года президент Турции Реджеп Эрдоган с большой делегацией посетил Чад. По случаю этого визита было подписано 7 соглашений. В ходе визита в Нджамену прошёл бизнес-форум «Турция-Чад», в котором приняли участие около 100 бизнесменов, сопровождающих Реджепа Эрдогана.
9 июля 2018 года президент Чада Идрис Деби присутствовал на церемонии инаугурации президента Турции Реджепа Эрдогана.
В ходе визита президента Чада Идриса Деби в Турцию 26—28 февраля 2019 года было подписано 4 соглашения.

## Экономические отношения
Объём торговли между двумя странами в 2019 году составил 72,4 млн $ (экспорт/импорт Турции: 39,9/32,5 млн $).
12 декабря 2013 года Turkish Airlines открыла прямые рейсы из Стамбула в Нджамену.
Государственные стипендии предоставляются чадским студентам каждый год на уровне бакалавриата, магистратуры и докторантуры.